# Mycedium elephantotus
Espèce
Statut CITES
Mycedium elephantotus est une espèce de coraux appartenant à la famille des Merulinidae ou à la famille Pectiniidae.